# 西田公昭
西田 公昭（にしだ きみあき、1960年7月5日 - ）は、日本の社会心理学者。立正大学心理学部対人・社会心理学科教授。博士（社会学）。日本グループ・ダイナミックス学会会長、日本社会心理学会機関紙「社会心理学研究」元編集委員、国際連合安全保障理事会テロ対策委員会実行理事会研究パートナー。
信念の形成や変化のメカニズムをテーマとした研究で、破壊的カルトのマインドコントロールについて実証研究を行う。オウム真理教事件や統一協会などの多数の裁判で、鑑定人および法廷証人として数多く召喚される。日本心理学会研究奨励賞を2回、日本社会心理学会研究優秀賞を2回、日本グループ・ダイナミックス学会研究奨励賞の計5回、学会賞を受賞している。

## 経歴
- 1960年7月5日、徳島県に生まれる。
- 1979年、徳島県立城南高等学校卒業。
- 1984年、関西大学社会学部卒業。
- 1989年、関西大学大学院社会学研究科博士後期課程単位取得退学。
- 1991年、静岡県立大学助手。
- 1994年、スタンフォード大学客員研究員。
- 1995年、日本社会心理学会研究優秀賞受賞。
- 1997年、マインドコントロールをテーマにした論文で博士号取得(社会学)。
- 1999年、日本心理学会研究奨励賞を受賞。
- 2001年、2度目の日本社会心理学会研究優秀賞受賞。
- 2003年、静岡県立大学助教授のち准教授。
- 2011年、立正大学心理学部対人・社会心理学科教授。
- 2013年3月、立正大学(蘊奥褒賞) 受賞。
- 2020年9月、カルト問題に直面した家族の心理的プロセスをテーマにした研究で日本応用心理学会学会賞(論文賞)受賞。
- 2022年8月、消費者庁霊感商法等の悪質商法への対策検討会委員[2]。

カルトのマインドコントロール研究や詐欺・悪質商法の心理学研究などのほか、介護や健康問題に関するコミュニケーションの研究を行っている。

## 主著
- 「マインド・コントロールとは何か」紀伊国屋書店（1995年）
- 「「信じるこころ」の科学：マインド・コントロールとビリーフ・システムの社会心理学」サイエンス社（1997年）
- 「まさか自分が…そんな人ほど騙される」日本文芸社（2005年）
- 「だましの手口」PHP研究所（2009年）
- 「なぜ、人は操られ支配されるのか」さくら舎（2019年）